# Кондретешть
Кондретешть (рум. Condrătești) — село в Унгенському районі Молдови. Адміністративний центр однойменної комуни, до складу якої також входить село Куртоая.

## Населення
За даними перепису населення 2004 року у селі проживали 1083 особи.
Національний склад населення села:
| Національність   | Кількість осіб | Відсоток   |
| ---------------- | -------------- | ---------- |
| молдавани румуни | 1061 14        | 98,0% 1,3% |
| гагаузи          | 4              | 0,4%       |
| українці         | 2              | 0,2%       |
| росіяни          | 2              | 0,2%       |
| Всього           | 1083           | 100%       |